# دنی کی
دنی کی (انگلیسی: Danny Kaye؛ زاده ۱۸ ژانویهٔ ۱۹۱۳ درگذشته ۳ مارس ۱۹۸۷) یک هنرپیشه، و خواننده اهل ایالات متحده آمریکا بود. وی بین سال‌های ۱۹۳۳ تا ۱۹۸۶ میلادی فعالیت می‌کرد.
از فیلم‌ها یا برنامه‌های تلویزیونی که وی در آن نقش داشته‌است می‌توان به هانس کریستین اندرسن و زندگی پنهان والتر میتی اشاره کرد.
وی همچنین برنده جوایزی همچون نشان افتخار آزادی رئیس‌جمهوری شده‌است.